# Icikas Meskupas
Icikas Meskupas, Szmuelis-Icikas Meskupas, ps. Adomas ros. Шмуэлис-Ицикас Маушевич Мескупас, lit. Icikas Šmuelis Meskupas-Adomas (ur. w grudniu 1907 w Wiłkomierzu, zm. 13 marca 1942 w Smailai koło Birżów) – litewski działacz partyjny, organizator antyniemieckiej partyzantki.

## Biogram
Urodził się w rodzinie rzemieślnika. Do Komsomołu Litwy wstąpił jako gimnazjalista w 1924, wkrótce zostając sekretarzem jego wiłkomierskiego, a później kowieńskiego komitetu. W 1929 aresztowany – w więzieniu wstąpił do Komunistycznej Partii Litwy. Od 1931 przebywał w Niemczech, skąd kierował akcją przemytu literatury komunistycznej na Litwę. W 1933 na krótko aresztowany przez nazistów, wrócił na Litwę, obejmując w 1935 funkcję członka KC KPL, a trzy lata później również Politbiura. W 1935 był delegatem na VII Zjazd Kominternu.
Po zajęciu Litwy przez wojska radzieckie został posłem na Sejm Ludowy Litwy. Wszedł wówczas w skład dwudziestoosobowej delegacji, która pojechała 30 lipca 1940 roku prosić najwyższe władze ZSRR o przyjęcie Litwy w skład Związku. Później został deputowanym do Rady Najwyższej Litewskiej SRR i Rady Najwyższej ZSRR I kadencji. Od 15 sierpnia 1940 do 1941 sprawował urząd II sekretarza Komunistycznej Partii Litwy.
Od marca 1942 kierował grupą operacyjną KC KP(b) Litwy zakładającej podziemne centrum pracy partyjnej. Jego grupa została okrążona przez oddział policji i zlikwidowana.
Pośmiertnie odznaczony Orderem Wojny Ojczyźnianej I stopnia.